# Eva Nordung Byström
Eva Kristina Nordung Byström, ogift Nordung, född 21 april 1957 i Härnösand, är präst och tidigare biskop för Härnösands stift i Svenska kyrkan.

## Biografi

### Uppväxt och ungdomsår
Nordung Byström hette ursprungligen Pettersson men hennes föräldrar antog för sig och sina barn efternamnet Nordung.  Hon har beskrivit att hon har rötterna i Evangeliska Fosterlandsstiftelsen och att hon från sex års ålder upplevt kallelse till tjänst i kyrkan. Under uppväxten och de tidiga vuxenåren var hon aktiv som ungdomsledare inom Svenska kyrkan, och på 1970-talet genomgick hon flera utbildningar för ungdomsledare inom Härnösands stift och vid Sigtuna folkhögskola.

### Prästgärning
Eva Nordung Byström avlade teologie kandidatexamen vid Uppsala universitet 1983. Hon prästvigdes 1984 för Härnösands stift.
Hon anställdes som kyrkoherde i Arnäs, Gideå och Trehörningsjö pastorat och innehade tjänsten 2004–2014. Hon blev kontraktsprost i Örnsköldsviks kontrakt 2007–2014.

### Biskop
Nordung Byström var nominerad i biskopsvalet i Härnösands stift 2009, men gick inte vidare till den andra valomgången.
I biskopsvalet 2014 valdes Nordung Byström till biskop, och den 14 december 2014 vigdes Nordung Byström till biskop för Härnösands stift av ärkebiskop Antje Jackelén i en gudstjänst i Uppsala domkyrka. Som valspråk valde Nordung Byström orden "Nu är Guds tid", som hämtas från inledningsorden i kyrkohandbokens ordning för Familjegudstjänst. 
I januari 2017 gav Eva Nordung Byström ut sitt herdabrev, som satte fokus på kyrkans uppdrag och organisation. Herdabrevet fick titeln "Nu är Guds tid", utifrån biskopens valspråk.
Under Nordung Byströms ledning kom Härnösands stift att genomföra ett flertal omorganisationer av församlings- och pastoratsindelningen. Det gäller bland annat att bilda det nya Sollefteå pastorat, att samla församlingar och pastorat i norra Ångermanland till Örnsköldsviks norra respektive Örnsköldsviks södra pastorat, att kyrkans enheter i södra och östra Jämtland bildar Sydöstra Jämtlands pastorat samt att Svenska kyrkan i Medelpad organiseras som Medelpads norra respektive Medelpads södra pastorat. Under hennes biskopsperiod gick stiftet från 51 till 25 pastorat och fristående församlingar.
I maj 2023 meddelade Eva Nordung Byström att hon avsåg att gå i pension i september 2024, och att det skulle hållas biskopsval i Härnösands stift våren 2024. Den 14 september 2024 lämnade Nordung Byström symboliskt ifrån sig biskopsstaven samt biskopens kåpa, mitra och halskors i en gudstjänst i Härnösands domkyrka, och avgick därmed från uppdraget. Hon förblir präst och biskop emerita, men utan tjänst. I samband med sin avgång gav Nordung Byström ut en diktsamling, "Vila i Guds hand".

### Kontrovers och Svenska kyrkan som biskopskyrka
I september 2020 krävde stiftsstyrelsen i Härnösands stift att Nordung Byström skulle lämna sitt uppdrag, mot bakgrund av långvariga samarbetsproblem och att styrelsens förtroende för biskopen skadats. Om en avgång inte kunde förhandlas fram skulle Nordung Byströms anställning som biskop sägas upp. Beslutet var unikt eller möjligen ett av endast två fall inom Svenska kyrkan.
Beslutet överklagades var för sig av Nordung Byström, domprost Kent Nordin samt en kyrkoherde i stiftet. Ett flertal präster och diakoner i stiftet slöt också upp bakom biskopen. Biskopsmötet gjorde ett uttalande till stöd för Nordung Byström, där de betonade att stiftsstyrelsens beslut bryter med Svenska kyrkans självförståelse som en episkopal kyrka, kyrkans demokratiska organisation och att biskopsämbetet inte bara är en anställning utan också ett särskilt uppdrag.
Efter att ha först meddelat inhibition upphävde Svenska kyrkans överklagandenämnd stiftsstyrelsens beslut. Skälet till upphävandet var att stiftsstyrelsen bara kan avsluta en biskops anställning efter att biskopen förklarats obehörig att utöva sitt ämbete, så kallad avkragning.

## Privatliv
Eva Nordung Byström var gift med Nils Byström, som avled 2022. Hon har tre barn och två bonusbarn.